# 东三省博物馆
东三省博物馆是1926年成立于中华民国奉天省奉天市，于1928年向公众开放的博物馆。1932年满洲国成立后被改为奉天故宫博物馆，并在1936年关闭。

## 历史
1924年，冯玉祥发动甲子政变。兵变后清逊帝溥仪被逐出北京紫禁城，原清室财宝被冯玉祥军所夺。此后奉系军阀的奉天省政府接收了奉天故宫的文物。:50
曾任职于中华民国时期内务府和清史馆的旗人金梁于1926年提议在奉天设立“皇室博物馆”，未得当局准许，而以“东三省博物馆”之名筹办，博物馆以盛京故宫为场馆，成立时崇政殿、清宁宫、永福宫、衍庆宫、关雎宫、麟趾宫分别陈列銮驾、祭器、乐器、杂品，文苑，武备。1928年5月5日向公众开放，展出历代帝王像。然而当时东三省政局不稳，导致故宫部分建筑被占据，博物馆也被迫停止开放。
1928年冬，在张学良的支持下，奉系军队撤出故宫，并且博物馆得到了扩充。1929年4月5日，东三省博物馆重新开放。
1932年满洲国成立后，将东三省博物馆改为奉天故宫博物馆，博物馆的藏书被送往国立奉天图书馆。1936年奉天故宫博物馆关闭，所藏文物被送往满洲国国立博物馆。

## 关联条目
- 沈阳故宫博物院